# Casa di Giulio Romano
La casa di Giulio Romano è un edificio in stile manierista di Mantova. Si trova al numero civico 18 in via Carlo Poma.

## Storia
Giulio Romano, architetto alla corte gonzaghesca, progettò la sua residenza personale in Contrada Larga a partire dal 1540, dopo aver acquistato l'edificio due anni prima.
Si tratta di uno dei primi esempi di edifici progettati da un artista per sé stesso; in questo genere dobbiamo annoverare anche i due palazzi realizzati da Federico Zuccari a Firenze (Palazzo Zuccari) e Roma (Palazzetto Zuccari). Il primo a rivendicare un ruolo di prestigio per il suo essere artista fu forse Vasari che a tal fine aveva edificato per sé delle residenze che in qualche modo significassero e rappresentassero tale nuovo ruolo.
Gli architetti del periodo manierista, con opere di questo genere, volevano quindi sia innalzare il proprio status sociale, sottraendolo al concetto di artigiano da bottega e portandolo alla statura di intellettuale e nobile, sia mostrare pubblicamente le proprie capacità artistiche ed il proprio programma estetico, in una sorta di opera-manifesto.
L'aspetto attuale è sicuramente diverso da quello che descrive Vasari, che vide l'abitazione durante una sua visita a Giulio Romano nel 1541, e che parla di una "facciata fantastica, tutta lavorata di stucchi coloriti"; inoltre, l'edificio subì un intervento nel XIX secolo per mano dell'architetto Paolo Pozzo, che ampliò la facciata portandola dalle sei campate originarie alle otto attuali.

## Descrizione
Per la sua abitazione Giulio Romano riprende la tipologia del palazzo, in particolare il modello sviluppato a Roma da Bramante (palazzo Caprini del 1508-10 di Bramante, poi andato distrutto) e da Raffaello e che prevededeva un basamento bugnato con sovrapposto un ordine completo.
Resta conservato il salone centrale con camino originale dell'epoca e affreschi dello stesso artista.

### Facciata
Il piano terra, ospitante le botteghe, è trattato come un basamento rustico, e il portale interrompe la serie di finestre del piano superiore, con la cornice marcapiano che forma un timpano che contiene i conci dell'arco ribassato d'ingresso. Sopra di esso, l'assenza della finestra è sostituita da una nicchia poco profonda che ospita una piccola statua; la scultura, raffigurante Mercurio, è un originale marmo classico restaurato da Primaticcio.
Il piano nobile, ospitante l'abitazione stessa dell'architetto, presenta un sistema semplice, privo di paraste o semicolonne; il ritmo è dettato da arcate cieche che ospitano, in posizione più arretrata, le finestre incorniciate e sormontate da un timpano. In questa maniera, il rapporto tra arco e timpano appare invertito nei due piani, dove in quello superiore è il primo a contenere il secondo, mentre nel portale l'arco è inquadrato nel timpano. In cima, una cornice di coronamento riccamente ornata, ma non sporgente, è sostenuta dalle chiavi di volta degli archi.